# قصيصة
القصيصة أو مَنْثُور أو خِيْرِيّ أو الإيريزيموم أو تودري أو سحارة أو فجل الجمل (باللاتينية: Erysimum) هو جنس نباتي ينتمي إلى الفصيلة الصليبية ويضم عشرات الأنواع.

## من أنواعهاالواطنةفيالوطن العربي
- القصيصة الأرجوانية (باللاتينية: Erysimum purpureum) في بلاد الشام
- القصيصة الثؤلولية (باللاتينية: Erysimum verrucosum) في بلاد الشام
- القصيصة الحرشفية (باللاتينية: Erysimum scabrum) في بلاد الشام وتركيا
- القصيصة الخيرانية (باللاتينية: Erysimum cheiranthoides) في بلاد الشام ومصر والمغرب العربي ومعظم مناطق أوروبا وبعض مناطق القوقاز
- القصيصة زيتونية الأوراق (باللاتينية: Erysimum oleifolium) في بلاد الشام
- القصيصة السمينة (باللاتينية: Erysimum crassipes) في بلاد الشام
- القصيصة الطرية (باللاتينية: Erysimum tenellum) في بلاد الشام
- القصيصة الكردية (باللاتينية: Erysimum kurdicum) في العراق وإيران
- القصيصة المقوسة (باللاتينية: Erysimum repandum) في بلاد الشام وتركيا ومعظم مناطق أوروبا ودخيلة في مصر
- القصيصة الهرشفلدية (باللاتينية: Erysimum hirschfeldioides) في بلاد الشام

## من أنواعها الأخرى
- القصيصة الخيرية (باللاتينية: Erysimum cheiri) في البلقان ودخيلة في بلاد الشام والمغرب العربي

## معرض صور

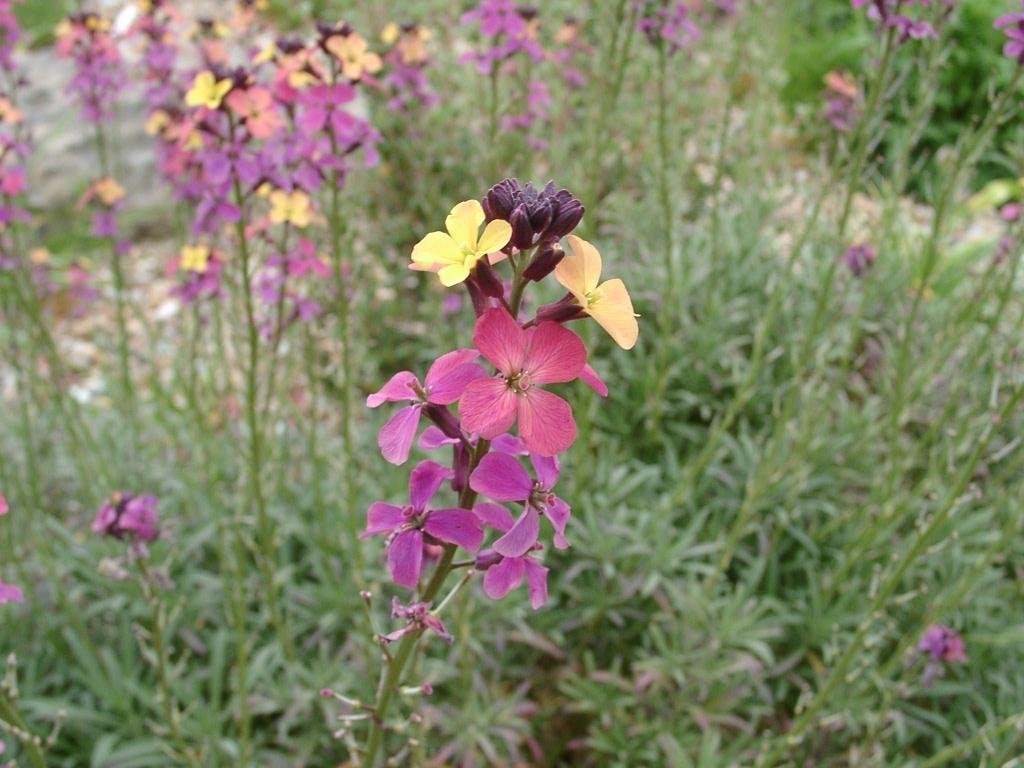
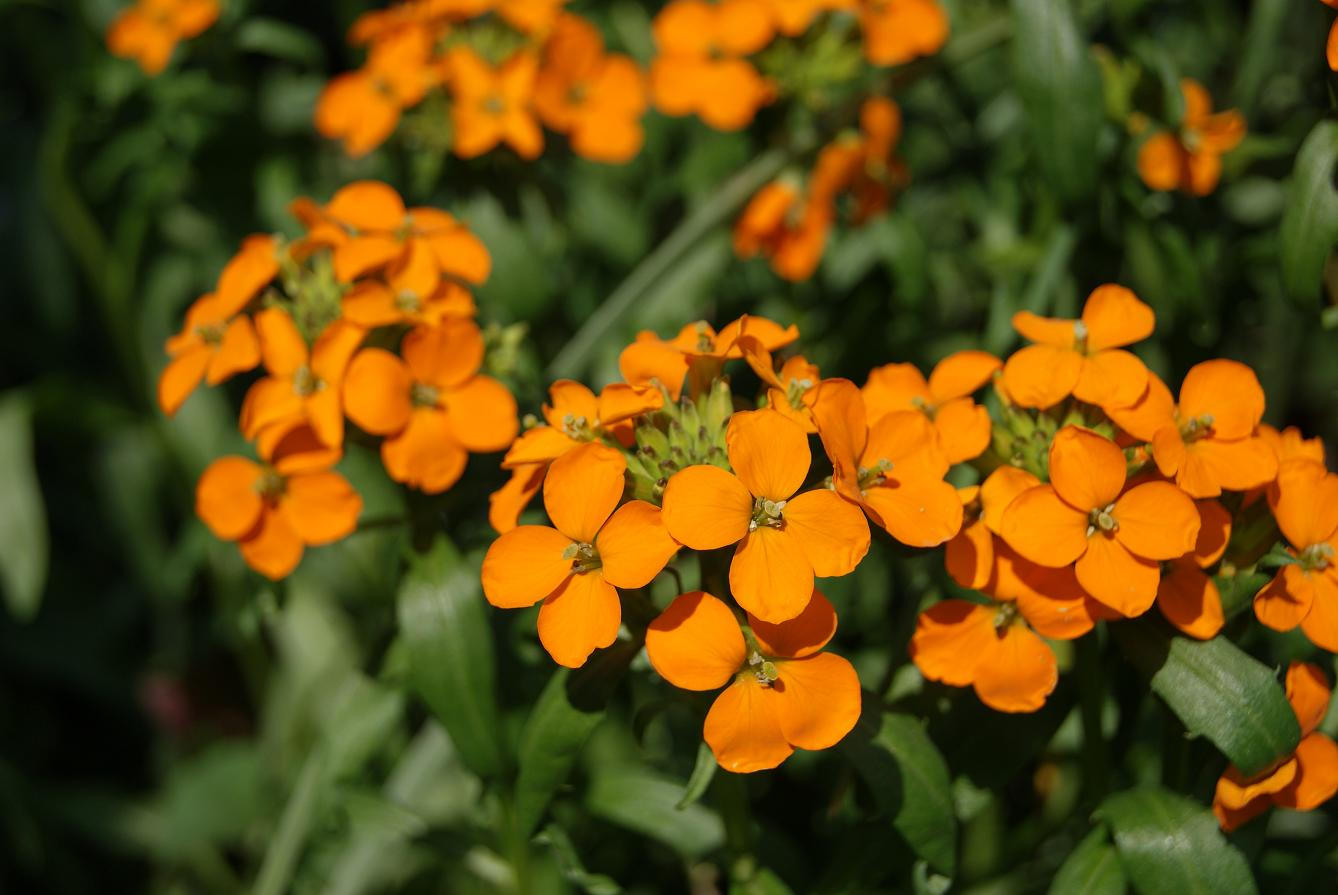
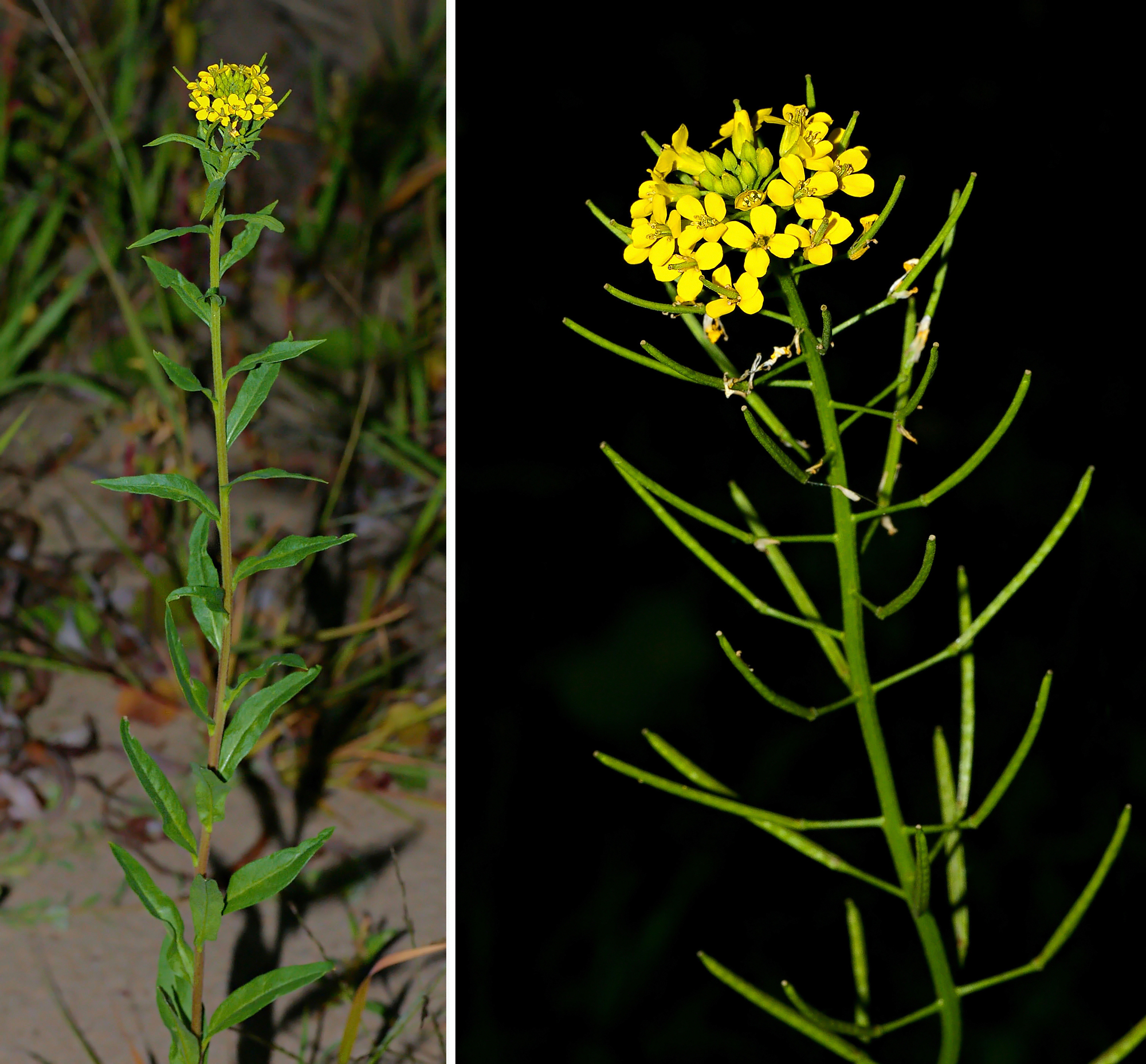
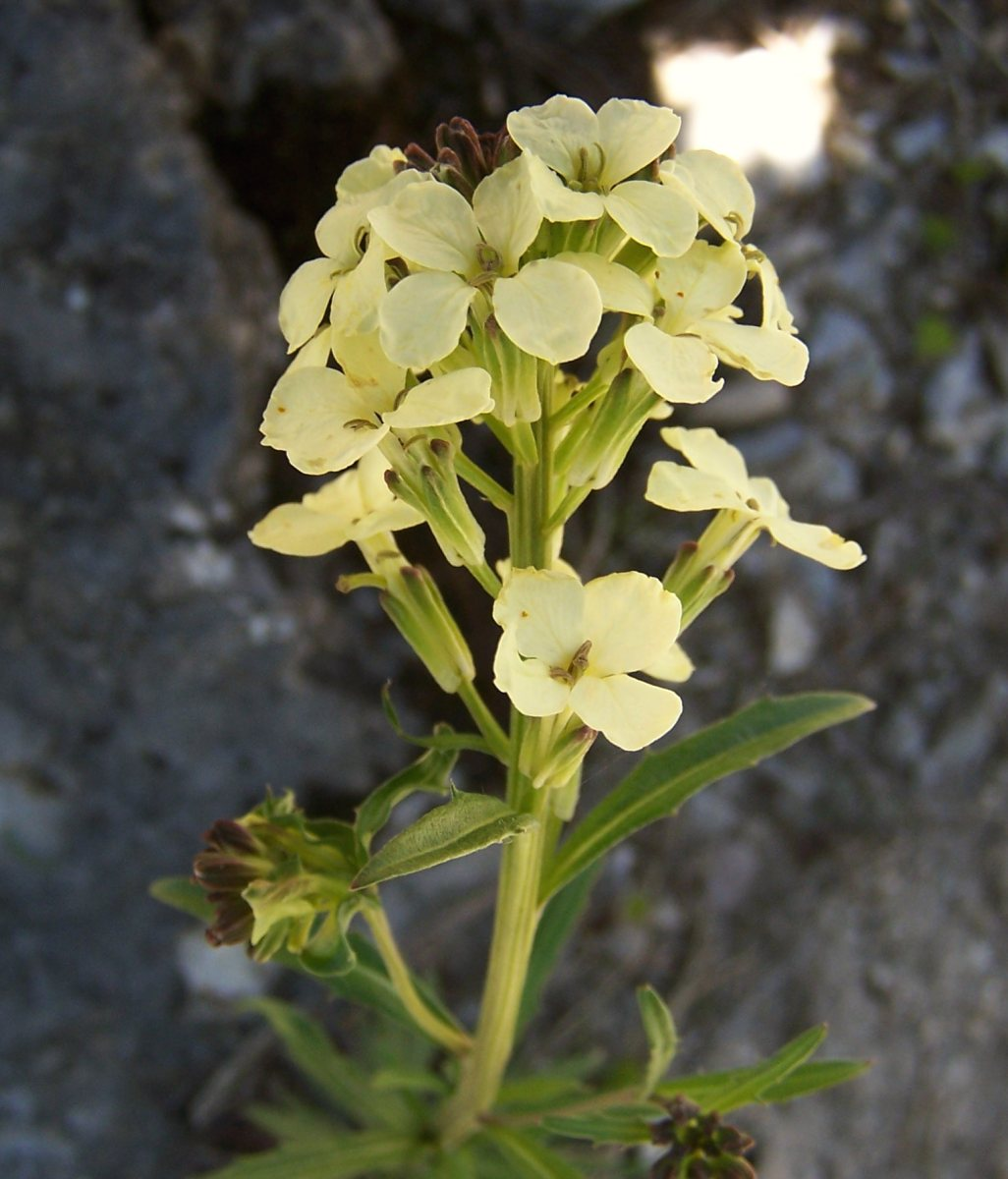
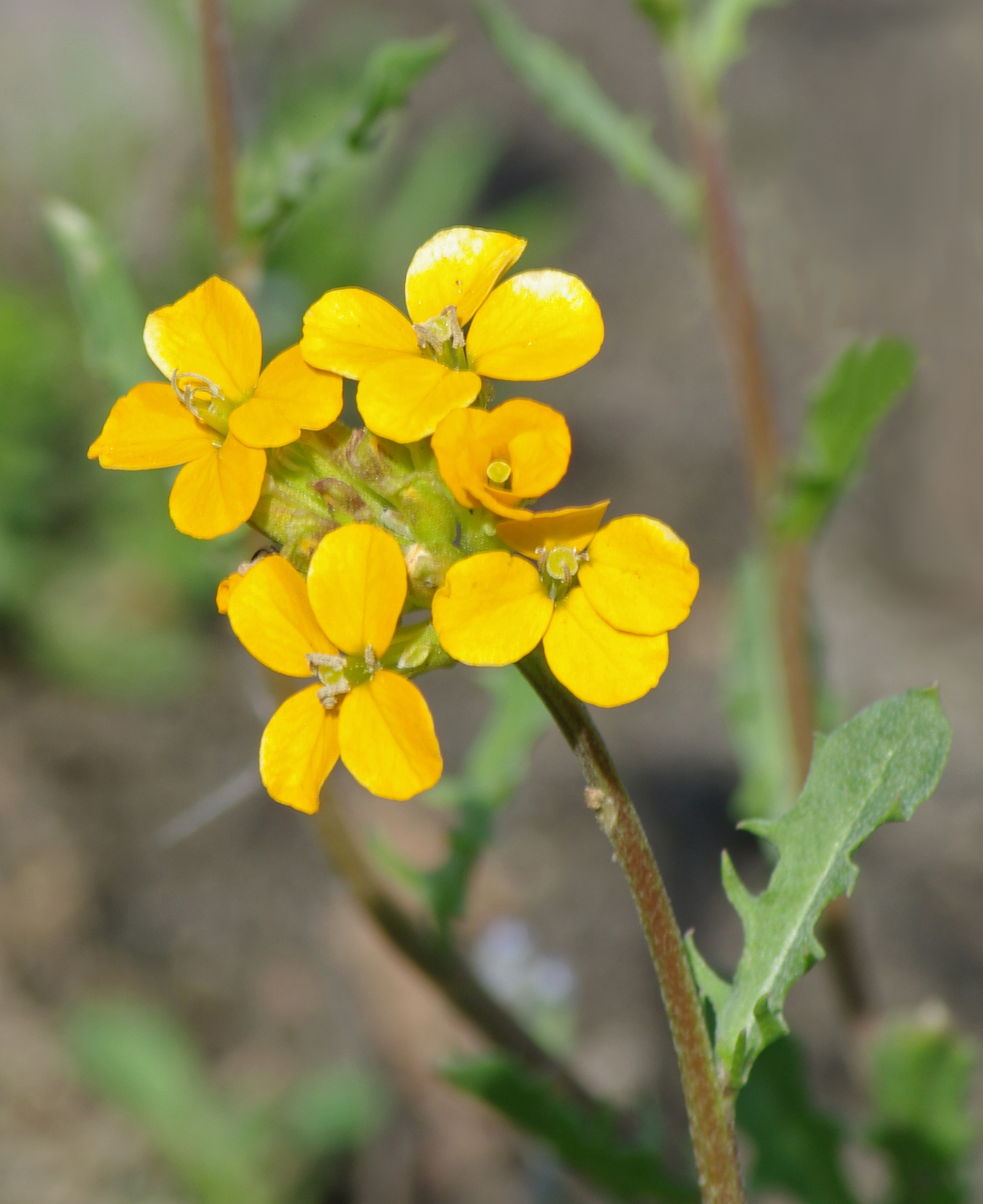
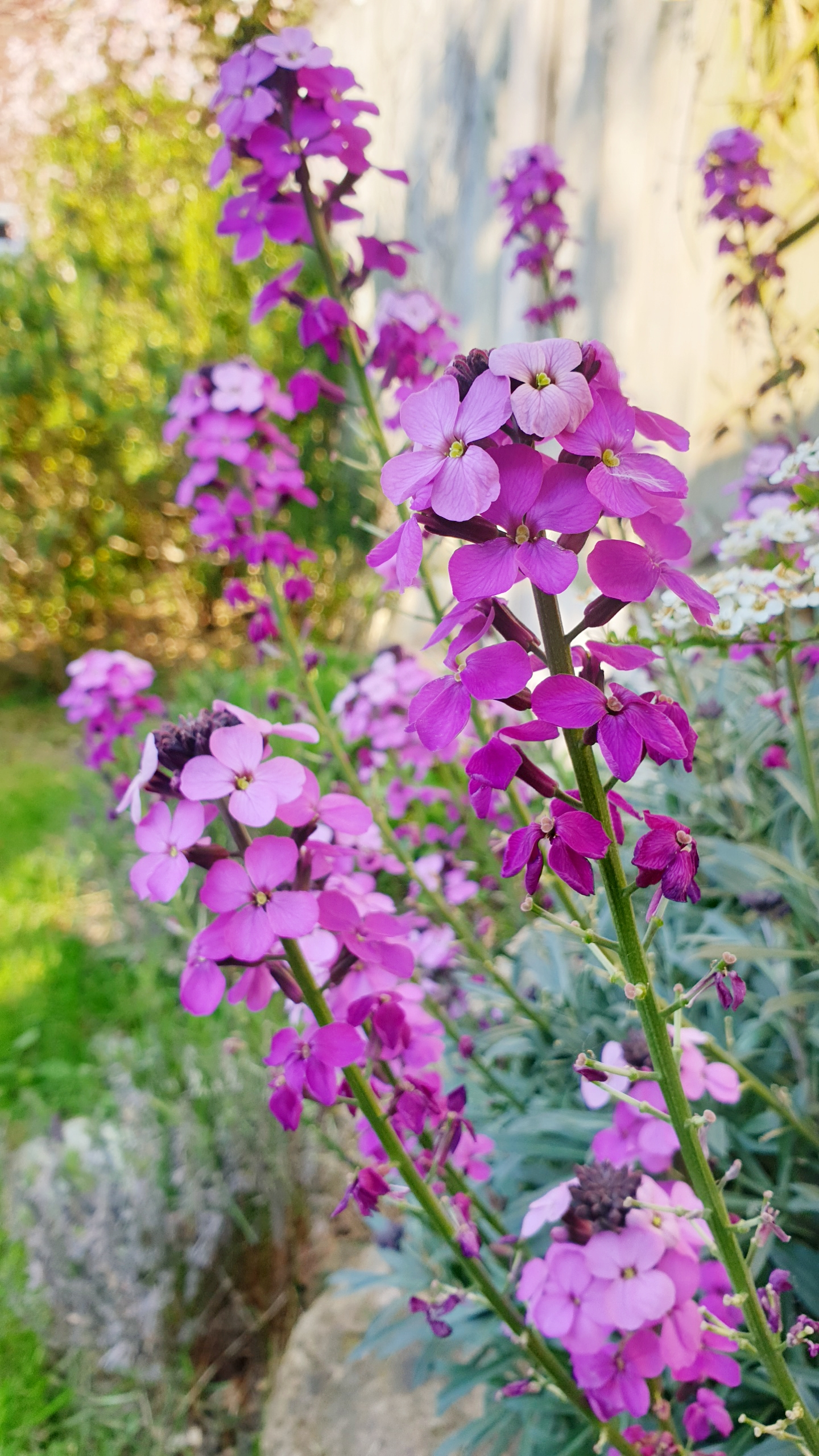